# 明宮詞
明宮詞是明朝的宮词（宫廷日常生活詩）合集，由商传编纂。此编共收录描写明代宫廷生活的十五种宫词。此书于1987年由北京古籍出版社排印出版。其中包括：
- 朱权的七十首《宫词》，此组宮词写于永乐六年(1408)，記載的是其幼年所见洪武年間的宫中事
- 黄省曾的十二首《洪武宫词》
- 沈琼莲的《宫词》。作者沈琼莲曾經擔任女学士，此组诗記載的是其宫中见闻。
- 朱让栩的三十首《拟古宫词》。此组诗朱让栩以宫女口吻写宫中生活之凄凉苦闷。
- 王世贞的四十四首《宫词》。此组宫词由三组宫词組成，分別是十二首《弘治宫词》，二十首《正德宫词》，十二首《西城宫词》。前兩組寫的是弘治、正德年間的事情，最后一组写的是嘉靖皇帝修炼长生丹药的事情。
- 张名凯的二十四首《西苑宫词》，作者是苏州卫指挥使，与王世贞交好。宫词中对嘉靖皇帝崇尚道教的事情記載的較為詳細。
- 秦征兰的一百首《天启宫词》。秦征兰是明末的诸生。此组诗写成于崇祯十六年(1643)，每诗都有小注，主要写天启年间客氏、魏忠贤掌權時期的歷史。
- 蒋之翘的一百三十六首《天启宫词》。此组诗与秦征兰的《宫词》内容及形式类似，但记事较秦的作品简略，且有重复。
- 刘诚的三十三首《启祯宫词》。刘诚是明末诸生，並且一直生活至清朝。此组诗只有诗无小注，記載的是天启、崇祯年間的事情，感概多而叙事少。
- 清朝唐宇昭的四十首《拟古宫词》。唐宇昭是崇祯年間的举人。其曾於1647年來到北京，在长春禅寺時遇到一老僧，是曾經明朝的监内侍，唐宇昭在和其攀談時得知了明朝宮中数十条轶事。
- 清朝的王誉昌一百八十六首《崇桢宫词》。王誉昌是清初诸生。此组诗寫成于康熙三十年(1691)，有小注，內容有崇祯年间皇帝与后宫妃嫔改奉天主教等故事。
- 清朝顾宗泰的四十五首《胜国宫闱诗》。顾宗泰是乾隆年間的进士。此组宫词以诗及注文形式评述明代主要后妃。
- 清朝程嗣章的一百首《明宫词》。此组诗有小注。(十四)(全史宫词》
- 清朝史梦兰的一百九十二首《全史宫词》。史梦兰的《全史宫词》中一共有一千五百首。商传只收錄明朝相關的內容。
- 清朝饶智元的四百七十三首《明宫杂咏》。此组诗写成于光绪年间，主要內容是明朝的宫廷史事，而且此组詩都有注明出处。